# Hyposmocoma menehune
Hyposmocoma menehune là một loài bướm đêm thuộc họ Cosmopterigidae. Nó là loài đặc hữu của Nihoa. Loài địa phương ở Miller Canyon.
Sải cánh dài 7.2–7.4 mm.